# Крылов, Николай Леонидович
Николай Леонидович Крылов (1929 —2021) — советский и российский военный медик, кандидат медицинских наук, генерал-майор медицинской службы. Начальник ГВКГ имени Н. Н. Бурденко (1983—1994). Заслуженный врач Казахской ССР (1968). Почётный гражданин Приозёрска (1984). Заслуженный врач Российской Федерации (1998). Лауреат Премии Правительства Российской Федерации в области науки и техники (1999).

## Биография
Родился 21 января 1929 года в городе Мерефа Харьковской области Украинской ССР.
С 1948 по 1953 год обучался на военно-медицинском факультете Харьковского государственного медицинского института. С 1953 по 1960 год служил в Советской армии в войсках Прикарпатского военного округа в должностях начальника медицинского пункта горно-стрелкового полка и командира медицинской роты медико-санитарного батальона.
С 1960 по 1963 год обучался на факультете подготовки руководящего состава Военно-медицинской академии имени С. М. Кирова. С 1963 года служил в Государственном научно-исследовательском и испытательном полигоне № 10 Министерства обороны СССР в качестве главного хирурга медицинского отдела. С 1969 по 1973 год — начальник медицинской службы Государственного научно-исследовательского и испытательного полигона № 10 Министерства обороны СССР. В 1968 году за заслуги во врачебной деятельности Н. Л. Крылов был удостоен почётного звания Заслуженный врач Казахской ССР. Помимо основной деятельности Н. Л. Крылов занимался и общественно-политической работой являясь депутатом городского Совета Народных депутатов города Приозёрска трёх созывов. В 1984 году за заслуги в должности главного врача полигона Н. Л. Крылов был удостоен почётного звания Почётный гражданин Приозёрска. 
С 1973 по 1994 год находился на научно-исследовательской и руководящей работе в Главном военном клиническом орденов Александра Невского, Ленина и Трудового Красного Знамени госпитале имени академика Н. Н. Бурденко: с 1973 по 1983 год — заместитель начальника Главного госпиталя по медицинской части и с 1983 по 1994 год являлся начальником ГВКГ имени Н. Н. Бурденко, под руководством и при активном участии Н. Л. Крылова в Главном госпитале было создано два научных отделения — нефрологическое и искусственной почки, а так же были созданы четыре ведущих научных центра — радиологический, кардиологический, урологический и неврологический. С 1994 года после увольнения из рядов Вооружённых сил Российской Федерации, Н. Л. Крылов продолжал заниматься научно-исследовательской деятельностью в этом госпитале в качестве заместителя начальника ГВКГ имени Н. Н. Бурденко по экспертной работе. В 1998 году за заслуги научной деятельности Н. Л. Крылов был удостоен почётного звания Заслуженный врач Российской Федерации, а в 1999 году был удостоен Премии Правительства Российской Федерации. Помимо основной деятельности занимался и общественно-политической работой с 1993 по 1995 год являясь депутатом Московского городского совета. 
Скончался 16 марта 2021 года в Москве, похоронен на Федеральном военном мемориальном кладбище.

## Награды, звания и премии
- Орден Октябрьской Революции
- Орден Красной Звезды
- Орден «За службу Родине в Вооружённых Силах СССР» III степени
- Заслуженный врач Российской Федерации (1998)[8]
- Заслуженный врач Казахской ССР (1968)
- Премия Правительства Российской Федерации (1999)
- Почётный гражданин Приозёрска (№ 223 от 7.06.1984 — «за многолетний труд и большой личный вклад в дело становления и совершенствования медицинского обеспечения членов семей военнослужащих, непосредственное участие в создании учреждений гражданского здравоохранения и организацию сети дошкольных учреждений города Приозерска, добрую и неизгладимую память у жителей города»)[1][2][3][4][5]